# مرهفة (اسم)
مرهفة هو اسم علم مؤنث من أصل عربي، ومعناه هو مقدمة النصيحة الواعظة.

## وصلات خارجية
- موسوعة السلطان قابوس لأسماء العرب